# دوقية سورينتو

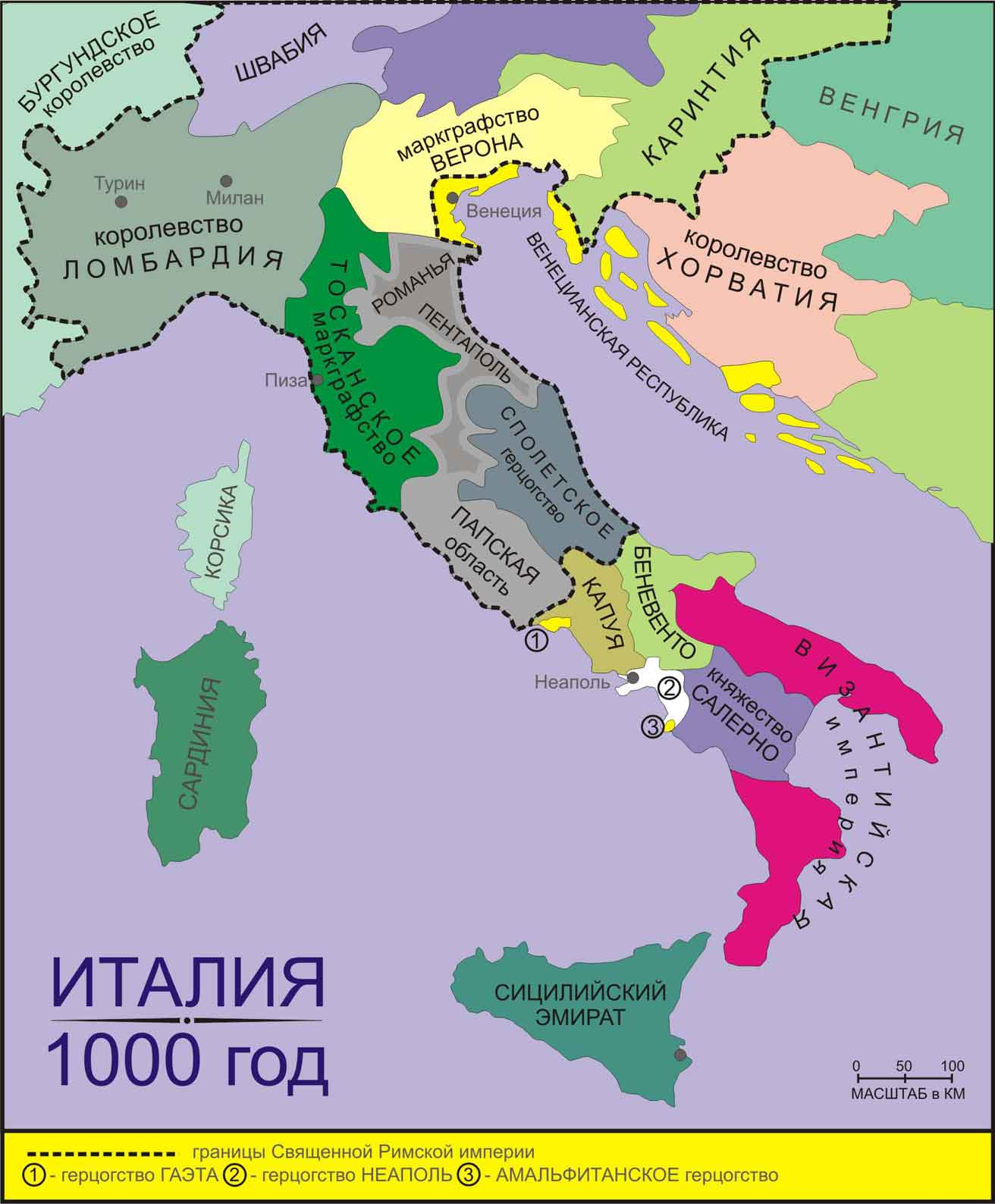

دوقية سورينتو كانت إمارة صغيرة في شبه جزيرة في العصور الوسطى المبكرة تركزت في مدينة سورينتو الإيطالية.

## تاريخها
كانت سورينتو جزءًا من دوقية نابولي البيزنطية في العصور المظلمة، ولكنها انفصلت في القرن التاسع إلى جانب أمالفي وجيتا لتؤسس دوقية خاصة بها (أو جمهورية). ومع ذلك، فإنها كانت في معظمها تحت سيطرة أمالفي ويعرف فقط دوق مستقل وحيد من تلك الفترة.
في 1035م، غزاها اللومبارديون بقيادة غايمار الرابع من ساليرنو ومنحها لغاي شقيقه الأصغر، الذي حكمها حتى 1070م. لم يمض وقت طويل بعد ذلك حتى ضمها النورمان.
في 1119م، وقع شخص في منصب سرجيوس على معاهدة مع وليام الثاني دوق بوليا مسميًا إياه «أمير سورينتو».